# Elias Stein
Elias Menachem Stein (Antuérpia, 13 de janeiro de 1931 – 23 de dezembro de 2018) foi um matemático estadunidense.

## Publicações
- Stein, Elias (1970). Singular Integrals and Differentiability Properties of Functions. [S.l.]: Princeton University Press. ISBN 0-691-08079-8
- Stein, Elias (1970). Topics in Harmonic Analysis Related to the Littlewood-Paley Theory. [S.l.]: Princeton University Press. ISBN 0-691-08067-4
- Stein, Elias; Weiss, Guido (1971). Introduction to Fourier Analysis on Euclidean Spaces. [S.l.]: Princeton University Press. ISBN 0-691-08078-X
- Stein, Elias (1971). Analytic Continuation of Group Representations. [S.l.]: Princeton University Press. ISBN 0-300-01428-7
- Nagel, Alexander (1979). Lectures on Pseudo-differential Operators: Regularity Theorems and Applications to Non-elliptic Problems. [S.l.]: Princeton University Press. ISBN 978-0-691-08247-9[2]
- Stein, Elias (1993). Harmonic Analysis: Real-variable Methods, Orthogonality and Oscillatory Integrals. [S.l.]: Princeton University Press. ISBN 0-691-03216-5[3]
- Stein, Elias; Shakarchi, R. (2003). Fourier Analysis: An Introduction. [S.l.]: Princeton University Press. ISBN 0-691-11384-X
- Stein, Elias; Shakarchi, R. (2003). Complex Analysis. [S.l.]: Princeton University Press. ISBN 0-691-11385-8
- Stein, Elias; Shakarchi, R. (2005). Real Analysis: Measure Theory, Integration, and Hilbert Spaces. [S.l.]: Princeton University Press. ISBN 0-691-11386-6
- Stein, Elias; Shakarchi, R. (2011). Functional Analysis: An Introduction to Further Topics in Analysis. [S.l.]: Princeton University Press. ISBN 0-691-11387-4